# Teamfight Tactics
Teamfight Tactics (TFT) es un videojuego auto battler desarrollado y publicado por Riot Games. Inicialmente lanzado como modo de juego para League of Legends para Windows y macOS el 26 de junio de 2019 y, se lanzó para Android y iOS el 19 de marzo de 2020, excluyendo el sureste de Asia, en el cual está retrasado para finales de 2020.

## Cómo jugar
Basado en Dota Auto Chess, un mod para Dota 2, consiste en formar un equipo de hasta 10 campeones (es posible tener un equipo mayor con ayuda de objetos especiales) y durar el máximo tiempo posible intentando ser el último con vida. La arena consta de hexágonos, donde los jugadores pueden estratégicamente colocar los campeones según avanzan las rondas. Cada ronda, la batalla automáticamente comienza con dos jugadores emparejados aleatoriamente o contra la IA. El número de campeones que queden al finalizar la batalla se verá reflejado en el daño que sufrirá el perdedor, teniendo en cuenta también el nivel de estos.
Al comienzo de la partida, el jugador conocerá a sus otros 7 rivales y se les ofrecerá una elección entre tres portales con efectos diferentes, el portal se elige de forma aleatoria entre todos los que tengan jugadores encima; el portal también es elegido sin esperar si todos los jugadores están sobre este y ningún otro jugador ha hecho otra elección. Tras elegir el portal, cada jugador comenzará una ronda PvE para conseguir objetos y campeones, es a partir de la ronda siguiente, la ronda 2-1 que el juego comienza.
Cada "Stage" o "Fase" consta de 5 batallas contra jugadores, 1 Shared Draft, 1 Batalla PvE; además de que si es entre las fases 2 y 4 habrá también una ronda de elección de aumentos que varían la partida y la calidad es la misma para todos los jugadores (entre Plata, Oro y Prismático).
El jugador puede aumentar su poder usando oro de 3 maneras diferentes: Compra de campeones para subirlos de estrellas, necesitando 3 copias del mismo nivel para llevarlos al siguiente (Máximo de 3 Estrellas) gastando oro equivalente al valor de su coste, gastando 2 de Oro para cambiar la tienda y tener otro grupo de campeones o gastando 4 de Oro para conseguir experiencia. Los objetos se consiguen principalmente en rondas PvE pudiendo ser componentes, completos o en caso más raros objetos especiales.
El juego termina cuando un único jugador queda en pie habiendo derrotado a los otros siete contrincantes que ha tenido durante la partida con la composición de campeones más fuerte y variada posible, obteniendo así también una gentil cantidad de experiencia tras cada partida (La experiencia es la misma independientemente de la posición en la que el jugador haya acabado)

## Mecánicas Únicas
En el lanzamiento de cada set o actualización de Mitad de Set a partir del segundo, se introducía una mecánica única que variaba la forma de jugar cada partida. Cada mecánica estaba activa durante la duración total de dicho set (con una excepción que se hizo permanente).
- Casillas Elementales: Durante la partida podían aparecer casillas con un elemento clave que aumentaba una estadística dependiendo de cual era el elemento de la casilla, el cual era el mismo elemento para todos; Fuego aumentaba el daño, Viento aumentaba la velocidad de ataque, Océano aumentaba la generación de maná y Montaña aumentaba las resistencias; el campeón que estuviera sobre la casilla perdería 1 hueco de objetos y si tenían los 3 objetos no podían beneficiarse de esta casilla. Esta mecánica estaba también ligada a un campeón; Qiyana, la cual recibía un origen relacionado con la casilla.
- Galaxias: No ocurría en todas las partidas, podía darse la oportunidad de que al comienzo hubiera una galaxia activa que afectaba a todos los jugadores por igual. Las galaxias podían ir desde cosas beneficiosas como "25 de vida adicional para cada jugador" o cosas más limitantes como "Tablero más pequeño". Durante la actualización de mitad de set por cada galaxia que añadían, otra se quitaba de la rotación posible, mayormente siendo eliminadas las galaxias con efectos negativos debido a la recepción de los jugadores.
- Elegidos/Linterna de la Suerte: Durante la partida al actualizar las tiendas podías encontrar campeones elegidos; los campeones elegidos costaban más oro y se compraban en estado automático de 2 estrellas además de que añadían +1 al Origen o clase seleccionado. Cuando se lanzó la actualización de Mitad de Set se añadió un elemento de botín llamado Linterna de la suerte, aparecía a la vez para todos tras un "Shared Draft" y podía contener mejor botín dependiendo de la ronda en la que apareciera; el contenido de la linterna tenía el mismo valor para todos los jugadores pero su contenido era aleatorio.
- Objetos Sombríos/Radiantes: Los objetos sombríos eran elementos de botín que podían aparecer en diferentes armerías a elección del jugador o en los "Shared Draft" y otorgaban al portador un efecto beneficioso a cambio de un efecto negativo o simplemente un efecto extra. Debido a la mala recepción de estos Objetos Sombríos, en la actualización de Mitad de set se eliminaron por completo y se introdujeron los Objetos Radiantes, objetos mucho más poderosos y sin efectos negativos; se podían obtener por armería exclusivamente y se podían tener como máximo 2 de estos objetos en toda la partida.
- Aumentos: En ciertos momentos de la partida, los jugadores se verían en la tarea de elegir entre 3 aumentos diferentes de 3 categorías diferentes: Plata, Oro y Prismáticos. Cada aumento otorgaba una mejora a todo el equipo, al jugador o a un atributo que estuviera activo; se podían elegir hasta un máximo de 3 aumentos por partida y la calidad de estos aumentos era aleatorio. Esta mecánica fue popular entre los jugadores y desarrolladores del juego debido a las ventanas de posibilidades que se podían crear con estos, tanto así que decidieron hacer esta mecánica como permanente en el juego a partir del set siguiente en adelante.
- Dragones/Dragón del Tesoro: Similar a los elegidos, los dragones añadían +3 al atributo correspondiente a su origen; pero para jugar a un dragón se necesitaban 2 espacios de tablero; adicionalmente los dragones costaban el doble del rango al que estaban sujetos; 6 de oro para rango 3, 8 de oro para rango 4 y 10 de oro para rango 5. La otra mecánica de este set fue el Dragón del Tesoro; un elemento que te permitía elegir el botín que ibas a recibir para tus campeones, cada cambio de botín te costaba 1 de oro y debías aceptar la totalidad de los objetos que te presentaban. Adicionalmente aparecieron Dragones del Tesoro del Orden y del Caos que otorgaban diferentes recompensas, como emblemas, objetos radiantes u oro dependiendo de si era una versión u otra.
- Aumentos Heroicos/Fallo en la Matrix: En cualquier ronda de elección de aumentos, podían aparecer Aumentos Heroicos de 2 categorías: Carry y Soporte. Los de categoría Carry hacen que 1 campeón sea más poderoso y capaz de realizar jugadas poderosas que pueden llevar a la victoria de la ronda, los de Soporte en su lugar otorgan en mayoría una mejora a todo el equipo mientras el campeón esté dentro del tablero como vida o estadísticas cuando usan un objeto; hay una baja probabilidad de que la partida no contenga ningún aumento de esta clase. En la mitad de set se introdujeron los Fallos en la Matrix, que provoca que los "Shared Draft" tengan peculiaridades como 2 objetos por campeón, Yunque de Objetos o Tomos de Atributos a elección de los jugadores provocando que haya más objetos, atributos o campeones en juego.
- Portales: Los portales se eligen al principio de la partida, cada jugador se coloca con su personaje seleccionado sobre uno de los 3 posiles portales a elegir de cada una de las regiones de Runaterra; cada portal otorga un efecto diferente durante la partida basado en la región seleccionada; pueden ir desde elegir un artefacto en una ronda determinada, subir más rápido de experiencia o eliminar por completo los aumentos y la economía. A partir del set siguiente, los portales serían mecánica permanente de apertura de cada juego con un menor impacto.
- Solistas: Los solistas fueron la mecánica principal del Set 10, en cada tienda aparece siempre un campeón solista en el 5º hueco de la tienda, al igual que los elegidos añadían +1 a uno de los atributos que tenga; tras comprarlo estaría automáticamente a 2 estrellas y se permitiría ver a otros solistas cada 4 tiendas, para poder comprar a otro solista, el jugador debía vender al que tuviera en ese momento.
- Encuentros: Durante cualquier ronda de la partida (A excepción de rondas de monstruos o aumentos) puede producirse un encuentro, que va ligado a uno de los campeones presentes en el set como unidad; cada encuentro puede variar una ronda, un objeto, un número de unidades, un Shared Draft o toda la partida.
- Amuletos: En las rondas contra jugadores, cada 3 tiendas (2 tiendas a partir de la fase 5-1) pueden aparecer amuletos de diferente coste, estos aplican un efecto diferente a aquellos que los compren de forma temporal o permanente; aquellos jugadores que compren uno no podrás recibir otro hasta la siguiente ronda y reciben un icono al lado de su retrato de vida para que otros jugadores puedan ver quien ha comprado y consultar su efecto. Los amuletos pueden costar oro y vida siendo el mínimo 0 de oro (o 1 de vida) y el máximo 99 y 66 de vida siendo este último el más complejo de conseguir.
- Anomalía: En la fase 4-6, todos los jugadores reciben la visita de una anomalía que permite modificar a un campeón para otorgarle un efecto a elección del jugador, por 1 de Oro el jugador puede cambiar de anomalía antes de asignarla al campeón que desee; también puede decidir no asignar la anomalía pero si lo hace, el jugador podría encontrarse en mayor desventaja contra el resto de jugadores.

## Campeones
La mecánica principal de Teamfight Tactics se basa en comprar campeones e introducirlos al tablero, siendo esta cantidad igual al nivel que el jugador tenga en ese momento; si el jugador es nivel 3, solo podrá tener 3 campeones en tablero y así hasta el Nivel 10. Para conseguir los campeones se debía pagar una cantidad de oro dependiendo de su calidad, si se logra reunir 3 campeones del mismo nivel de estrellas este sube un nivel de estrellas; el nivel máximo siendo 3 Estrellas representado con un color dorado; con algunas excepciones pudiendo llegar a 4 estrellas representado por un color azulado, nivel ligado principalmente a algunos atributos.
| Coste de Oro | Color Representativo | Detalles |
| ------------ | -------------------- | --- |
| 1            | Gris                 | - Campeones simples, más débiles a final de partida - Fáciles de Subir a 3 Estrellas                                                         |
| 2            | Verde                | - Campeones aún simples - Mayor aguante que los campeones de Coste 1 - Mayor cantidad de Control de Masas en estos                           |
| 3            | Azul                 | - Campeones decentes - Principales carreadores de la partida                                                                                 |
| 4            | Morado               | - Campeones Excellentes a 2 Estrellas - Más fuertes con el tiempo - 3 Estrellas Superiores, aun así no son condiciones de Victoria           |
| 5            | Amarillo             | - Condiciones de Victoria - 1 y 2 Estrellas ligeramente decentes - 3 Estrellas devastadores - Campeones más difíciles de subir a 3 Estrellas |

Aún con estas pautas, se vieron algunos campeones o efectos no tienen estos costes definidos y tuvieron un coste diferente a lo largo de los diferentes sets del juego; cada uno siendo único a su manera.
- Lux Elemental (Set 2, Coste 7 de Oro): Primer campeón en sobrepasar la barrera de 5 de Oro, en este set Lux se encontraba en una calidad superior; conocida como prismática, en la que podía pertenecer a cada uno de los orígenes de dicho set. Lux tenía un ratio de aparición en la tienda muchísimo más bajo que los coste 5 por lo que era la unidad más compleja de subir de nivel, incluido a 2 Estrellas.
- Mejoras (Set 3/Set 9, Coste 6 de Oro): Las mejoras, aparecen en la tienda cuando se tiene un campeón específico dentro del tablero; en cada actualización de la tienda hay una probabilidad de que apareciera una mejora para el campeón que se aplicaría durante la partida afectando a ataques o habilidades de los mismos. Hasta ahora solo han obtenido mejoras los atributos de Mercenario (Set 3) y Tecnogenio (Set 9).
- Teemo Cruel (Set 5, Coste 6 de Vida): Durante el set 5, se introdujo a Teemo cómo una unidad que se compraba con 6 de vida cada vez que se pulsara sobre el; Teemo cobraría 6 de vida por cada copia comprada y podía venderse por 5 de Oro; pero no podía recuperar tu vida. Si se utilizaba un duplicador de campeones, para subirlo a 3 estrellas era necesario perder un total de 54 de vida a menos que se usaran los duplicadores de campeones o tomándolo de los "Shard Draft".
- Dragones (set 7, Coste Variado): Con la introducción de los dragones en el set 7; estos fueron elegidos para tener un coste superior dependiendo de la calidad a la que pertenecieran, siendo al comienzo del set el doble del coste do oro con respecto a la calidad de la unidad, siendo 8 de Oro para los de Coste 4 y 10 de Oro para los Coste 5. En la actualización de mitad de set, se actualizó su precio para que fuera +3 de Oro con respecto a la calidad; 6 de Oro para los Coste 3, 7 para los Coste 4 y 8 de Oro para los coste 5.
- Unidades de Coste 6 (Set 13): En el set 13, se introdujeron unidades de coste 6, que tienen una probabilidad de aparecer cambiante, por lo general muy baja de aparecer en las tiendas de los jugadores y son los campeones más poderosos del set. No varían en coste y conseguir uno a 2 estrellas o incluso 3 es una tarea altamente compleja. Su probabilidad de aparecer no varía según el nivel de jugador, a menos que el jugador esté a nivel 10, donde el ratio de aparición aumenta ligeramente.

## Sistema de Atributos
Desde el comienzo, Teamfight Tactics ha usado un sistema de atributos sencillo de comprender, todos los campeones se componen de mínimo un origen y una clase; con algunas excepciones a esta regla, los campeones que compartan uno de estos atributos y alcancen una meta por medio de ir introduciendo campeones en el tablero otorgarán una mejora para los que compartan el mismo atributo o al equipo completo. Los atributos de origen son complejos y se centran en dar efectos bastante curiosos enfocado a las unidades a las que corresponden, los atributos de clase son más simples y otorgan estadísticas al equipo o al grupo de campeones, sus efectos suelen ser más sencillos. Los atributos se dividen en diferentes niveles de poder dependiendo de la fuerza que estos tengan:
- Bronce: El nivel más bajo representado por un color marrón, suele activarse con pocas unidades y los efectos que otorgan son mínimos y a veces poco decisivos en rondas más tardías del juego; enfocado en tener este nivel al comienzo de la partida mientras se buscan más unidades de dicho atributo.
- Plata: Representado por un color grisáceo, es el nivel intermedio de un atributo, suele estar activo con algunas unidades más y su impacto ya es más significativo en la partida pero no decisivo; para este punto suele ser mitad de la partida y se tiene la mitad de campeones pertenecientes al atributo.
- Oro: Nivel alto de atributo, representado por el color amarillo. Aquí el atributo suele ser el punto máximo al que un jugador puede aspirar con todos los posibles campeones dentro del tablero; una vez con este nivel activo, el jugador dependerá del nivel de estrellas y objetos que haya obtenido a lo largo de esta.
- Prismático: Nivel máximo de atributo, representado por un efecto arco-iris. Los atributos que alcancen este nivel se vuelven prácticamente imparables otorgando una mejora a todo el equipo o casi todo pues requiere de emblemas para alcanzar este nivel que suele necesitar entre 9 y 10 unidades de un mismo atributo; solo se considera prismático a aquellos atributos que sean complejos de alcanzar por diferentes motivos.
- Único: Representado por un color naranja (Anteriormente amarillo) y es exclusivo a ciertos campeones por cada Set, principalmente de coste 4 o superior, los atributos únicos describen un efecto adicional al campeón que tenga este al cumplir ciertas condiciones durante el combate o durante la partida.

## Sistema de Objetos
En TFT desde el principio ha tenido un sistema de objetos que fue mejorando con el paso de los sets, durante las batallas PvE (O gracias a Aumentos y Atributos) el jugador recibirá orbes de botín de varían en el color y su contenido, dentro de estos orbes pueden aparecer componentes de objetos que otorgan estadísticas simples al campeón que lo esté sosteniendo en ese momento, si se combina con cualquier otro componente se obtendrá un objeto completo que otorgará estadísticas adicionales; a continuación tienes una tabla que muestra la combinación de cada componente:
| Componente\ Estadística | Daño Ataque           | Poder de Habilidad         | Vida                  | Armadura                    | Resistencia Mágica          | Crítico             | Maná                  | Velocidad de Ataque   | Especial*           | Especial **         |
| ----------------------- | --------------------- | -------------------------- | --------------------- | --------------------------- | --------------------------- | ------------------- | --------------------- | --------------------- | ------------------- | ------------------- |
|                         | Espada Larga          | Vara Grande                | Cinturón del Gigante  | Chaleco de Cadenas          | Capa de Negatrón            | Guante de Combate   | Lágrima de la Diosa   | Arco Curvo            | Espátula            | Sartén              |
| Espada Larga            | Filo Mortal           | Sable-Pistola Hextech      | Calibrador de Sterak  | Filo de la Noche            | Sanguinaria                 | Filo Infinito       | Lanza de Shojin       | Verdugo de Gigantes   | Emblemas De Origen  | Emblemas de Clase   |
| Vara Grande             | Sable-Pistola Hextech | Sombrero Mortal de Rabadon | Morellonomicon        | Retaguardia                 | Chispa Iónica               | Guantelete Enjoyado | Abrazo del Serafín    | Hoja de Furia Guinsoo | Emblemas De Origen  | Emblemas de Clase   |
| Cinturón del Gigante    | Calibrador de Sterak  | Morellonomicon             | Armadura de Warmog    | Capa de Fuego Solar         | Mortaja de la Quietud       | Rompeguardias       | Redención             | Diente de Nashor      | Emblemas De Origen  | Emblemas de Clase   |
| Chaleco de Cadenas      | Filo de la Noche      | Retaguardia                | Capa de Fuego Solar   | Chaleco de Zarzas           | Protector Pétreo de Gárgola | Corazón Resuelto    | Promesa del Protector | Resolución Titánica   | Emblemas De Origen  | Emblemas de Clase   |
| Capa de Negatron        | Sanguinaria           | Chispa Iónica              | Mortaja de la Quietud | Protector Pétreo de Gárgola | Garra de Dragón             | Fajín               | Yelmo Adaptable       | Huracán de Runaan     | Emblemas De Origen  | Emblemas de Clase   |
| Guante de Combate       | Filo Infinito         | Guantelete Enjoyado        | Rompeguardias         | Corazón Resuelto            | Fajín                       | Guantes de Ladrón   | Mano de la Justicia   | Últimas Palabras      | Emblemas De Origen  | Emblemas de Clase   |
| Lágrima de la Diosa     | Lanza de Shojin       | Abrazo del Serafín         | Redención             | Promesa del Protector       | Yelmo Adaptable             | Mano de la Justicia | Mejora Azul           | Puñal de Statikk      | Emblemas De Origen  | Emblemas de Clase   |
| Arco Curvo              | Verdugo de Gigantes   | Hoja de Furia Guinsoo      | Diente de Nashor      | Resolución Titánica         | Huracán de Ruunan           | Últimas Palabras    | Puñal de Statikk      | Mejora Roja           | Emblemas De Origen  | Emblemas de Clase   |
| Espátula                | Emblemas De Origen    | Emblemas De Origen         | Emblemas De Origen    | Emblemas De Origen          | Emblemas De Origen          | Emblemas De Origen  | Emblemas De Origen    | Emblemas De Origen    | Corona de Estratega | Capa de Estratega   |
| Sartén                  | Emblemas de Clase     | Emblemas de Clase          | Emblemas de Clase     | Emblemas de Clase           | Emblemas de Clase           | Emblemas de Clase   | Emblemas de Clase     | Emblemas de Clase     | Capa de Estratega   | Escudo de Estratega |

- Todas las combinaciones con Espátula llevan como resultado a la creación de un emblema de origen.
- Todas las combinaciones con la Sartén llevan como resultado a la creación de un emblema de clase.

- Los objetos combinados de espátula y/o sartén siempre conllevan a un objeto que otorga oro bajo ciertas condiciones.
- A partir del set Magic N' Mayhem, los emblemas cuentan como Emblemas, reforjar un emblema se transformará en otro; una espátula siempre se reforjará en una sartén y los objetos de capa, corona y escudo puede reforjarse en cualquiera de los tres, siempre otorgan +1 de tamaño de equipo.

Adicionalmente a los objetos que el jugador puede construir, existen otros objetos que no se pueden combinar para obtenerlos, el jugador deberá tener suerte o recibirlos de un aumento o botín  de mayor calidad para poder recibirlos, estos objetos se dividen en las categorías de: Emblemas Elusivos, Objetos Radiantes, Artefactos, Objetos de Apoyo, Consumibles y Objetos de Atributos:
- Emblemas Elusivos: Estos emblemas, a diferencia de los que se pueden obtener por espátula o por sartén, no pueden ser combinados, en su lugar solo se puede obtener por medios como portales, aumentos y anteriormente el objeto "Tomo de Atributos" que daba a elegir al jugador entre cinco emblemas diferentes (Fueran elusivos o no).
- Objetos Radiantes: Los Objetos Radiantes, son versiones más poderosas de los objetos combinables, por lo general se suele tener u objeto radiante en la partida si la suerte sonríe al jugador. Se puede obtener por medio de aumentos y portales, además de un objeto consumible que permite transformar un objeto completo en radiante.
- Artefactos: Anteriormente llamados "Objetos de Ornn", son objetos con efectos realmente poderosos que benefician al portador de dicho objeto o incluso al jugador. Además de portales y aumentos, los artefactos pueden aparecer en forma de Yunque, al venderlo el jugador podrá elegir uno a su elección. Existe también una versión de los Guantes de Ladrón que otorga dos artefactos diferentes en cada ronda llamados "Guantes del Herrero" y solo se puede conseguir por medio de aumentos.
- Objetos de Apoyo: Estos objetos otorgan como estadística base 250 de vida, adicionalmente otorgan un beneficio al equipo que esté en el tablero, o por lo general en un área específica del tablero. Algunos de los objetos de apoyo fueron en algún punto objetos completos.
- Consumibles: Los consumibles, son objetos que duran una única vez, una vez usados, estos desaparecen del banquillo de objetos (con algunas excepciones). Estos objetos van desde reforjadores que transforman los objetos que un campeón sostenga hasta duplicadores de campeones. Algunos de estos objetos no se pueden usar en pleno combate.
- Objetos de Atributos: Estos objetos son únicos de atributos y suelen usarse sobre campeones de dicho atributo, dan estadísticas y efectos diferentes cada uno. Suelen ser objetos que vuelven al banquillo tras usarlos, otros pueden ser removidos posicionando al campeón en el banquillo y otros pueden se usados por cualquier campeón, esto es indicado en la hoja del atributo en cuestión.

## Modos de Juego
Tras su lanzamiento, se buscó el realizar nuevos modos de juego para que la experiencia de jugar no fuera repetitiva; actualmente existen 4 modos de juego que están disponibles para todos los jugadores, siendo dos de estos modos las partidas normales y las partidas clasificatorias; ambas se juegan de forma similar, sin embargo las clasificatorias afectan al rango que tenga el jugador emparejando con jugadores en un nivel similar.
- Hyper Roll: Modo de juego más corto en duración; los jugadores juegan con algunas reglas modificadas del juego, no existe la economía y no se puede comprar experiencia con oro; además de que algunos elementos como cargas de algunos atributos o habilidades escalan con el doble de acumulaciones además de que no existen los Shared Drafts (a menos que el juego lo permita bajo ciertas normas). Para compensar, todos los jugadores reciben oro gratis al comienzo de cada ronda o si han perdido al final de una esta, además de que todos los jugadores reciben armerías en las que elegir diferentes objetos. Gana el jugador que más vida tenga
- Double Up (También conocido como Dúo Dinámico): En este modo, los jugadores son emparejados en grupos de 2; aún siendo 8 jugadores cada pareja ha de sobrevivir individualmente a cada batalla que se le presente con el equipo que haya formado y si un compañero acaba su batalla antes que su compañero, empieza una cuenta atrás de unos segundos y el compañero irá a apoyar  con las unidades que le hayan sobrevivido. Adicionalmente los jugadores pueden compartir campeones (pero no objetos) con un elemento consumible que se recarga con el paso de las rondas y reciben pequeñas armerías con un elemento gratis y otros dos elementos que pueden comprar. Gana la pareja que tenga más vida en conjunto, cada pareja puede sobrevivir a la eliminación una única vez por partida.
- Favor de la Fortuna: El modo de juego más cercano a la versión normal salvo por algunas diferencias pequeñas. Al comienzo de cada partida, todos los jugadores eligen a un campeón de Coste 5 (con una probabilidad de que empezara con Coste 4) y tras cada Shared Draft reciben botín cada vez mejor a medida avanza la partida. Adicionalmente, los jugadores recibían un regalo de botín cuando bajaban de cierta cantidad de vida.
- Lucha de Almas: Los jugadores cada vez que eliminan a una unidad obtienen poder por cada unidad a la que derrotan; el jugador puede utilizar un objeto consumible para que añada +1 al cada atributo no único que tenga el campeón además de una bonificación de vida, daño de ataque y poder de habilidad. 2 veces por partida  los jugadores son visitados por Gwen que les otorga una bonificación de botín dependiendo del poder que hayan acumulado; la primera vez reciben un componente y la segunda vez un emblema. Las rondas PvE son rondas contra Sett y Gwen respectivamente; sus recompensas también mejoran con respecto a cuanto poder tiene cada jugador. Tras esto, los jugadores se enfrentan en un 1v1 a mejor de 3, pasa de ronda el que gane 2 batallas y así hasta que quede el último.
- Set Revival: Modo de juego vigente mayor número de veces en "Battle of the Golden Spatula" (una versión regional del juego) en el que se les permite a los jugadores jugar un set lanzado con anterioridad con los atributos tales como fueron lanzados en ese momento. Fue traído a los servidores principales del juego con el Set 3.5 como foco principal manteniendo los aumentos y los portales como características adicionales además de ligeros toques a algunos de los campeones. Salvo por estos detalles y los objetos, el set se jugaba prácticamente igual.
- Fiesta de Pengu: Modo de juego que Celebra los 5 años del juego, lanzado durante el set 11 "Inkborn Fables". El modo de juego reúne 4 atributos origen de cada set de TFT (Desde el Set Beta hasta Remix Rumble, el 10º) dejando al jugador elegir entre dos de estos pasados atributos y permitiendo volver prismático uno de estos, que todos tienen metas de 1 y 2 respectivamente. Durante la partida, todo se juega como si fuera una partida normal, las rondas PvE mezclan el funcionamiento de los portales "Charco del Escurridizo" y "Fiestorro de Cangrejos" otorgando una mayor cantidad de botín a todos los jugadores.
- Pruebas de Relogelio: Modo PvE en el que el jugador se encuentra solo con 3 puntos de vida. El objetivo del modo es conseguir la máxima puntuación en una serie de combates predefinidos. El jugador puede elegir jugar en dos modos: Normal y Caos, en el modo normal el jugador recibe recompensas pequeñas en cada ronda con recompensas mayores tras las rondas designadas como jefes, cada ronda recibe una pequeña cantidad de oro y un cambio de tienda gratis. En el modo caos los combates se vuelven más complejos pero el jugador recibe recompensas mayores al comienzo de la partida y tras cada jefe, el formar un equipo se vuelve más sencillo en modo caos que en el modo normal; adicionalmente en este modo se reciben siempre aumentos en el orden de Plata, Oro y finalmente Prismático.

## Parches por Diversión
Como mecánica adicional, a cada set a partir del 5.º se hace un "Parche por Diversión"; una actualización que hace cambios a las mecánicas del set a más o menos 4 semanas antes de que se actualice a un nuevo set (este parche no ocurre antes de cada actualización de mitad de set) y estas buscan otorgar una experiencia más centrada en pasarlo bien en lugar de jugar para aguantar como el más fuerte, aún siendo este su objetivo principal; a partir del Set 10, los parches por diversión cambian en la forma en la que son presentados, pero retornó en el Set 13 por el momento. Los Parches por Diversión fueron los siguientes:
- Doble Radiante (Set 5): En cada partida; los jugadores podrían recibir 2 armerías radiantes en la partida. Al ser el primero de estos parches y siendo que los objetos Radiantes habían sido un éxito, decidieron que cada jugador tuviera dos de estos por partida.
- Huevos Dracónicos (Set 6): Al comienzo de la partida, todos los jugadores recibirían un huevo dorado de diferente tamaño que otorgaría botín dependiendo de que tanto tardara en eclosionar; cuanto más tarde eclosionara mejor botín otorgaría.
- Doble Dragón del Tesoro (Set 7): Por cada partida se otorgarían dos rondas de dragones del tesoro, sustituyendo también una ronda PvE por un dragón del tesoro de cualquiera de las 3 versiones pero con menor cantidad de recompensas con respecto a la que se encuentra en la ronda 4-7
- Normales con Portales (Set 8): Activo únicamente en las partidas no clasificatorias ni modos alternativos de juego. Este Parche por Diversión duró un total de 6 semanas, cada 2 semanas introduciendo más portales. Tras cada Shared Draft podía aparecer (con un 100% de probabilidades en las últimas 2 semanas)  un portal de una de las regiones de Runaterra, cada una otorgando botín diferente por cada región; la región elegida era la misma para cada jugador y el botín eran similar en valor.
- Normales con Portales Mejorados (Set 9): Al igual que en el set anterior, solo está activo en las partidas no clasificatorias ni modos de juego alternativos, al comienzo de cada partida el jugador debe elegir un portal con el que se jugará con una ventaja durante la partida, sin embargo los portales están mezclados entre varias regiones y sus efectos.
- Encuentro inicial Glitcheado (Set 13): Empieza en el juego un encuentro al inicio de la partida (reemplazando el portal a finalizar del Set 12), sin embargo, algunos encuentros se glitchea, es decir, termina hackeado al estilo ciberpunk, otorgando efectos potenciado a la anterior o agregar efecto adicional.

## Desarrollo y lanzamiento
Teamfight Tactics se lanzó para Windows y macOS el 26 de junio de 2019, y para Android y iOS el 19 de marzo de 2020.